# Riobó (La Estrada)
Riobó es una parroquia española situada en el municipio de La Estrada, en la provincia de Pontevedra, Galicia. Tiene una población de 174 habitantes (INE 2023).

## Límites
Limita con las parroquias de Oca, Remesar, Santo Tomás de Ancorados, Berres y Arnois.

## Población
En 1842 tenía una población de hecho de 250 personas. En los veinte años que van de 1986 a 2006 la población pasó de 387 a 227 personas, lo cual significó una pérdida del 41,34%.

## Monumentos
- Torre de la Barreira. Actualmente se encuentra en estado ruinoso, pero fue una de las fortalezas más importantes del señorío de los arzobispos de Santiago de Compostela, que en alguna ocasión llegarían a residir en ella aunque sólo durante breves paradas. Sin embargo, sí hay constancia de que en la fortaleza había un merino que era nombrado directamente por el arzobispo de Santiago o por el individuo que tuviera la fortaleza a su cargo, y también de que hubo numerosos merinos a lo largo del tiempo y de que no ocuparon el cargo durante mucho tiempo. Y el historiador Manuel Mosquera Agrelo afirmó que alguna de las torres de la Barreira o el bastión de su puerta de entrada pudo ser usado como hogar o residencia por los administradores de la fortaleza.[2]